# Neoclivunella
Neoclivunella is een geslacht van uitgestorven weekdieren uit de klasse van de Gastropoda (slakken).

## Soort
- Neoclivunella gutta Kochansky-Devidé & Pikija, 1976 †